# Rumænske slette
Den rumænske slette (rumænsk: Câmpia Română)  ligger i det sydlige Rumænien og den østligste spids af Serbien, hvor den er kendt som den valakiske slette (serbisk: Vlaška nizija/Влашка низија).  den er en del af den historiske region Valakiet, og er omgivet af Donau-floden i øst, syd og vest, og af det Getiske Plateau i nord.  Rumæniens hovedstad Bukarest, ligger i den centrale del af den rumænske slette. Den er mod syd sammenhængende med Donausletten (bulgarsk: Дунавска равнина), i Bulgarien. Området omtales også nogle gange som Donausletten (Câmpia Dunării) på rumænsk, selvom denne betegnelse ikke er specifik, fordi Donau flyder gennem en række sletter langs dens løb, såsom den ungarske slette (som også kaldes Donausletten) i Slovakiet og Serbien), samt det bayerske lavland, også kaldet Donausletten.

## Floder
- Neajlov
- Jiu
- Olt
- Vedea
- Argeș
- Dâmbovița
- Mostiște
- Ialomița
- Buzău

## Galleri
- Steppevegetation i Burnazului-sletten
- Afgrødejord på Titu-sletten